# Campeonato Mundial de Ciclismo de Montaña de 1994
El V Campeonato Mundial de Ciclismo de Montaña se celebró en la localidad de Vail (Estados Unidos) en 1994, bajo la organización de la Unión Ciclista Internacional (UCI) y la organización USA Cyckling.
Se compitió en 2 disciplinas, las que otorgaron un total de 4 títulos de campeón mundial:
- Descenso (DH) – masculino y femenino
- Campo a través (XC) – masculino y femenino

## Resultados

### Masculino
| Evento         | Oro                      | Plata                       | Bronce                          |
| -------------- | ------------------------ | --------------------------- | ------------------------------- |
| Descenso       | François Gachet Francia  | Tommy Johansson · Suecia ·  | Corrado Hérin · Italia ·        |
| Campo a través | Henrik Djernis Dinamarca | David Juarez Estados Unidos | Bart Brentjens · Países Bajos · |

### Femenino
| Evento         | Oro                        | Plata                         | Bronce                         |
| -------------- | -------------------------- | ----------------------------- | ------------------------------ |
| Descenso       | Missy Giove Estados Unidos | Sophie Kempf Francia          | Giovanna Bonazzi · Italia ·    |
| Campo a través | Alison Sydor · Canadá ·    | Susan DeMattei Estados Unidos | Sara Ballantyne Estados Unidos |

## Medallero
| Núm. | País           | Oro | Plata | Bronce | Total |
| ---- | -------------- | --- | ----- | ------ | ----- |
| 1    | Estados Unidos | 1   | 2     | 1      | 4     |
| 2    | Francia        | 1   | 1     | 0      | 2     |
| 3    | Canadá         | 1   | 0     | 0      | 1     |
| 3    | Dinamarca      | 1   | 0     | 0      | 1     |
| 5    | Suecia         | 0   | 1     | 0      | 1     |
| 6    | Italia         | 0   | 0     | 2      | 2     |
| 7    | Países Bajos   | 0   | 0     | 1      | 1     |
|      | TOTAL          | 4   | 4     | 4      | 12    |